# 오모이데가 잇파이 (H2O)
오모이데가 잇파이(일본어: 想い出がいっぱい→추억이 가득)는 H2O의 5번째 싱글로 1983년 3월 25일 발매되었고, 1996년 1월 25일 재발매되었다.

## 해설
후지테레비계에서 방송된 애니메이션《미유키》의 엔딩 곡으로 채택되었다. B면은 동 애니메이션에서 오프닝 곡으로 사용된 《10%의 강수예보》이다. 아다치 미쓰루의 만화《미유키》가 애니메이션으로 제작될 때 방송권을 취득한 곳은 H2O가 소속된 키티 레코드사의 지주회사 키티 필름이었다. 이런 관계로 당시 무명이었던 H2O의 곡의 주제가로 채택될 수 있었고, 싱글은 오리콘 싱글차트 6위에 판매량은 40만장을 넘어섰다. 이에 오리콘 차트에 한번도 오르지 못했던 무명그룹 H2O가 일약 전국적인 지명도를 가지게 된다.《미유키》의 원작자 아다치 미쓰루도 본작에 실린 곡이 마음에 들어《미유키》연제 최종화에 가사를 인용해 인상적인 씬을 연출했다. 
H2O는 계속해《미유키》의 후기 오프닝 곡이 실린〈Good bye 시즌〉을 발표하고 이후에도 몇곡을 더 발표하지만, 히트 곡으로 부를 만한 곡은 없었다. 1996년 1월 25일 CD로 제작되어 재발매되었고,〈10%의 강수예보〉대신〈Good bye 시즌〉과〈추억이 가득〉의 간주번전을 실었다. 
현재 단발성 곡으로 취급받지만, 곡의 지명도는 계속되어 중학교, 고등학교의 음악 수업과 합창콩쿠르에서도 불리고 있으며, 졸업식 노래로 소개되기도 한다. 이런 까닭에《미유키》가 방영될 당시인 1983년도에 시청한 세대뿐만 아니라 현세대에도 널리 알려져 있다. 또, 2000년대에 들어 중학교 음악교과서에도 실리게 된다.
아울러 발매된 지 20년 후인 2003년 셀프 커브되어《추억이 가득 ~the 21st Century~》으로 발매된 것 이외에도 영화《무문제》의 주제가로 오카무라 다카시가 불렀으며, 시모카와 미쿠니, 요네쿠라 지히로, 빌리켄, 아베 나쓰미 등이 커버했다. 
2005년에는 캐논의 프린터〈픽서스〉의 CM송으로도 실렸다.

## 수록곡
1. 추억이 가득 (想い出がいっぱい)
(작사: 아키 요코 작곡: 스즈키 기사부로 편곡: 하기타 미쓰오)
2. 10%의 강수예보 (10%の雨予報)
(작사: 아키 요코 작곡: 스즈키 기사부로 편곡: 하기타 미쓰오

## 재발매
1. 추억이 가득 (想い出がいっぱい)
(작사: 아키 요코 작곡: 스즈키 기사부로 편곡: 하기타 미쓰오)
2. Good bye 시즌 (Good-byeシーズン)
(작사: 야마카와 게이스케 작곡: 스즈키 기사부로 편곡: 호시 가쓰)
3. 추억이 가득 (想い出がいっぱい)
(작곡: 스즈키 기사부로 편곡: 하기타 미쓰오)